# Riccardo Montolivo
Riccardo Montolivo (pronunciación en italiano: /rikˈkardo montoˈliːvo/; Milán, Italia; 18 de enero de 1985) es un exfutbolista italiano que jugaba como centrocampista.

## Trayectoria

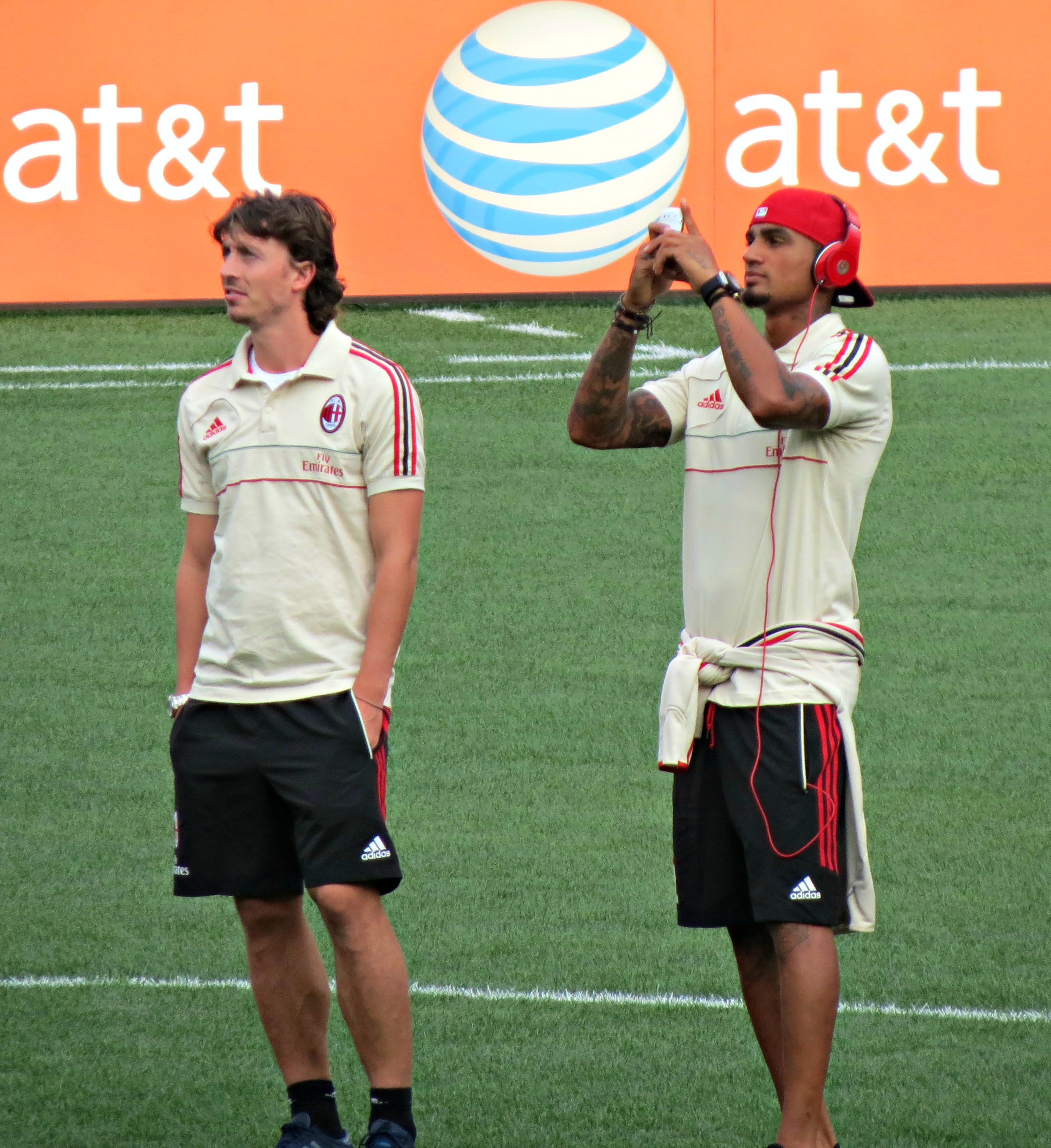
Montolivo con Boateng en Milan

Riccardo Montolivo comenzó su carrera futbolística en las categorías inferiores del Atalanta B. C.. En la temporada 2003-04 pasó a formar parte de la primera plantilla del club, llegando a disputar una gran cantidad de encuentros y contribuyendo a su club a lograr el ascenso a la Serie A. Su debut en la máxima categoría del fútbol italiano se produjo el 12 de septiembre de 2004 en el encuentro entre el Atalanta y el U. S. Lecce que finalizó con marcador de 2-2. En el año 2005 fue transferido a la A. C. F. Fiorentina. Al finalizar su contrato con la Fiorentina el 30 de junio de 2012 fichó por el A. C. Milan.
En noviembre de 2019, meses después de terminar su contrato con el Milan, anunció su retirada debido a sus lesiones.

## Selección nacional
Fue internacional con la selección de fútbol de Italia en 66 ocasiones y marcó dos goles. Debutó el 17 de octubre de 2007, en un encuentro amistoso ante la selección de Sudáfrica que finalizó con marcador de 2-0 a favor de los italianos. Participó en el Torneo masculino de fútbol en los Juegos Olímpicos de Pekín 2008, donde marcó un gol. También formó parte de la plantilla que disputó la Copa FIFA Confederaciones 2009. Su primer gol con la squadra azzurra lo marcó el 10 de agosto de 2011 en la victoria por 2-1 sobre España en un encuentro amistoso.
El 13 de mayo de 2014, el entrenador de la selección italiana Cesare Prandelli incluyó a Montolivo en la lista provisional de 30 jugadores que participarían con Italia en la Copa Mundial de Fútbol de 2014, pero lamentablemente el día sábado 31 de mayo sufrió una fractura en la tibia izquierda en el encuentro amistoso que disputaba ante la selección de Irlanda, por lo que su participación en el mundial quedó totalmente descartada, decidido por el cuerpo técnico de la selección italiana tras hacerle una revisión a su pierna, y Montolivo fue sometido a una operación debido a su grave lesión, además no pudo jugar durante cuatro meses.

### Participaciones en Copas del Mundo
| Copa              | Sede      | Resultado    | Partidos | Goles |
| ----------------- | --------- | ------------ | -------- | ----- |
| Copa Mundial 2010 | Sudáfrica | Primera fase | 3        | 0     |

### Participaciones en Eurocopas
| Copa                    | Sede              | Resultado    | Partidos | Goles |
| ----------------------- | ----------------- | ------------ | -------- | ----- |
| Eurocopa Sub-21 de 2006 | Portugal          | Primera fase | 1        | 0     |
| Eurocopa Sub-21 de 2007 | Países Bajos      | Primera fase | 3        | 0     |
| Eurocopa 2012           | Polonia · Ucrania | Subcampeón   | 4        | 0     |

### Participaciones en Copas Confederaciones
| Copa                      | Sede      | Resultado    | Partidos | Goles |
| ------------------------- | --------- | ------------ | -------- | ----- |
| Copa Confederaciones 2009 | Sudáfrica | Primera fase | 3        | 0     |
| Copa Confederaciones 2013 | Brasil    | Tercer lugar | 5        | 0     |

## Estadísticas

### Clubes
| Club | Div.          | Temporada     | Liga  | Liga  | Copa Italia | Copa Italia | Torneos internacionales(1) | Torneos internacionales(1) | Total | Total |
| Club | Div.          | Temporada     | Part. | Goles | Part.       | Goles       | Part.                      | Goles                      | Part. | Goles |
| --- | ------------- | ------------- | ----- | ----- | ----------- | ----------- | -------------------------- | -------------------------- | ----- | ----- |
| Atalanta B. C. · Italia | 2.ª           | 2003-04       | 41    | 4     | 1           | 0           | —                          | —                          | 42    | 4     |
| Atalanta B. C. · Italia | 1.ª           | 2004-05       | 32    | 3     | 5           | 0           | —                          | —                          | 38    | 3     |
| Atalanta B. C. · Italia | 2.ª           | 2005-06       | 0     | 0     | 2           | 0           | —                          | —                          | 2     | 0     |
| Atalanta B. C. · Italia | Total club    | Total club    | 73    | 7     | 9           | 0           | —                          | —                          | 82    | 7     |
| A. C. F. Fiorentina · Italia                                                                                                  | 1.ª           | 2005-06       | 20    | 1     | 2           | 0           | —                          | —                          | 22    | 1     |
| A. C. F. Fiorentina · Italia                                                                                                  | 1.ª           | 2006-07       | 36    | 2     | 0           | 0           | —                          | —                          | 36    | 2     |
| A. C. F. Fiorentina · Italia                                                                                                  | 1.ª           | 2007-08       | 34    | 2     | 2           | 0           | 11                         | 1                          | 47    | 3     |
| A. C. F. Fiorentina · Italia                                                                                                  | 1.ª           | 2008-09       | 34    | 4     | 0           | 0           | 8                          | 0                          | 42    | 4     |
| A. C. F. Fiorentina · Italia                                                                                                  | 1.ª           | 2009-10       | 36    | 2     | 4           | 0           | 10                         | 1                          | 50    | 3     |
| A. C. F. Fiorentina · Italia                                                                                                  | 1.ª           | 2010-11       | 29    | 2     | 0           | 0           | —                          | —                          | 29    | 2     |
| A. C. F. Fiorentina · Italia                                                                                                  | 1.ª           | 2011-12       | 30    | 4     | 3           | 0           | —                          | —                          | 33    | 4     |
| A. C. F. Fiorentina · Italia                                                                                                  | Total club    | Total club    | 219   | 17    | 11          | 0           | 29                         | 2                          | 259   | 19    |
| A. C. Milan · Italia | 1.ª           | 2012-13       | 32    | 4     | 1           | 0           | 6                          | 0                          | 39    | 4     |
| A. C. Milan · Italia | 1.ª           | 2013-14       | 29    | 3     | 1           | 0           | 7                          | 0                          | 37    | 3     |
| A. C. Milan · Italia | 1.ª           | 2014-15       | 10    | 0     | 2           | 0           | —                          | —                          | 12    | 0     |
| A. C. Milan · Italia | 1.ª           | 2015-16       | 31    | 0     | 4           | 0           | —                          | —                          | 35    | 0     |
| A. C. Milan · Italia | 1.ª           | 2016-17       | 9     | 0     | 0           | 0           | —                          | —                          | 9     | 0     |
| A. C. Milan · Italia | 1.ª           | 2017-18       | 18    | 1     | 3           | 0           | 5                          | 2                          | 26    | 3     |
| A. C. Milan · Italia | 1.ª           | 2018-19       | 0     | 0     | 0           | 0           | 0                          | 0                          | 0     | 0     |
| A. C. Milan · Italia | Total club    | Total club    | 129   | 8     | 10          | 0           | 18                         | 2                          | 158   | 10    |
| Total carrera | Total carrera | Total carrera | 421   | 32    | 30          | 0           | 47                         | 4                          | 499   | 36    |
| (1) Incluye datos de la Copa de la UEFA (2007-09), Liga de Campeones de la UEFA (2008-14) y Liga Europa de la UEFA (2017-19). |               |               |       |       |             |             |                            |                            |       |       |

## Palmarés

### Campeonatos nacionales
| Título              | Club        | País   | Año  |
| ------------------- | ----------- | ------ | ---- |
| Supercopa de Italia | A. C. Milan | Italia | 2016 |

### Distinciones individuales
| Distinción                             | Año  |
| -------------------------------------- | ---- |
| Futbolista Joven del Año en la Serie A | 2007 |
| Globe Soccer Awards                    | 2014 |

## Vida personal
Aunque Montolivo nació en Italia su madre y sus abuelos son de origen alemán, es por esto que tiene doble nacionalidad. Habla con fluidez alemán, y se ha declarado abiertamente ateo. En cuanto a su relación sentimental, se casó el 22 de mayo de 2014 con Cristina De Pin, modelo y presentadora italiana después de cinco años de relación.